# Maurizio Quadrio
(Giuseppe Mazzini)
Maurizio Quadrio (Chiavenna, 6 settembre 1800 – Roma, 13 febbraio 1876) è stato un patriota italiano.

## Biografia

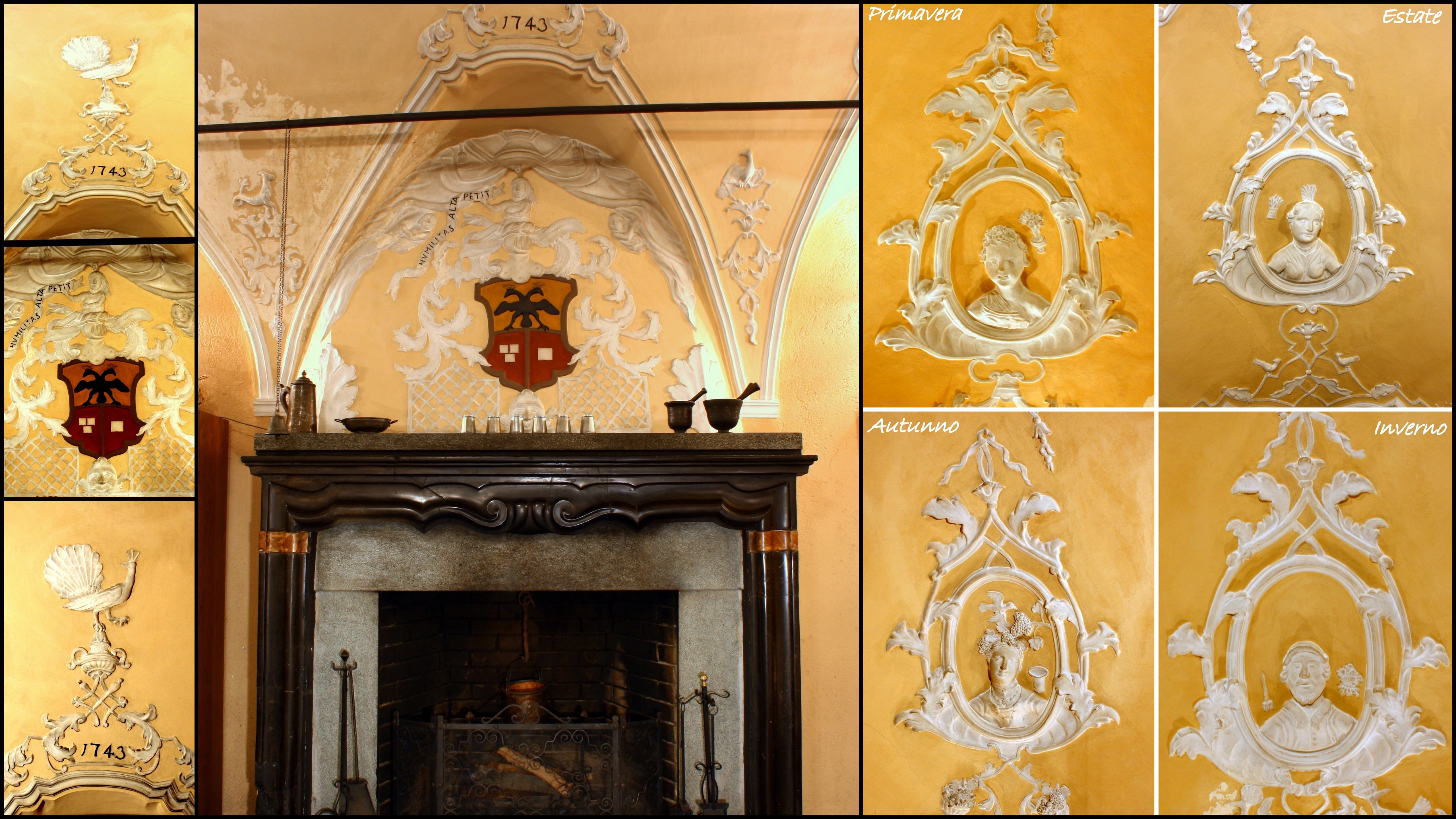
Particolari del Salone di Casa Quadrio. Molto ben visibile uno degli stemmi del Casato Quadrio.

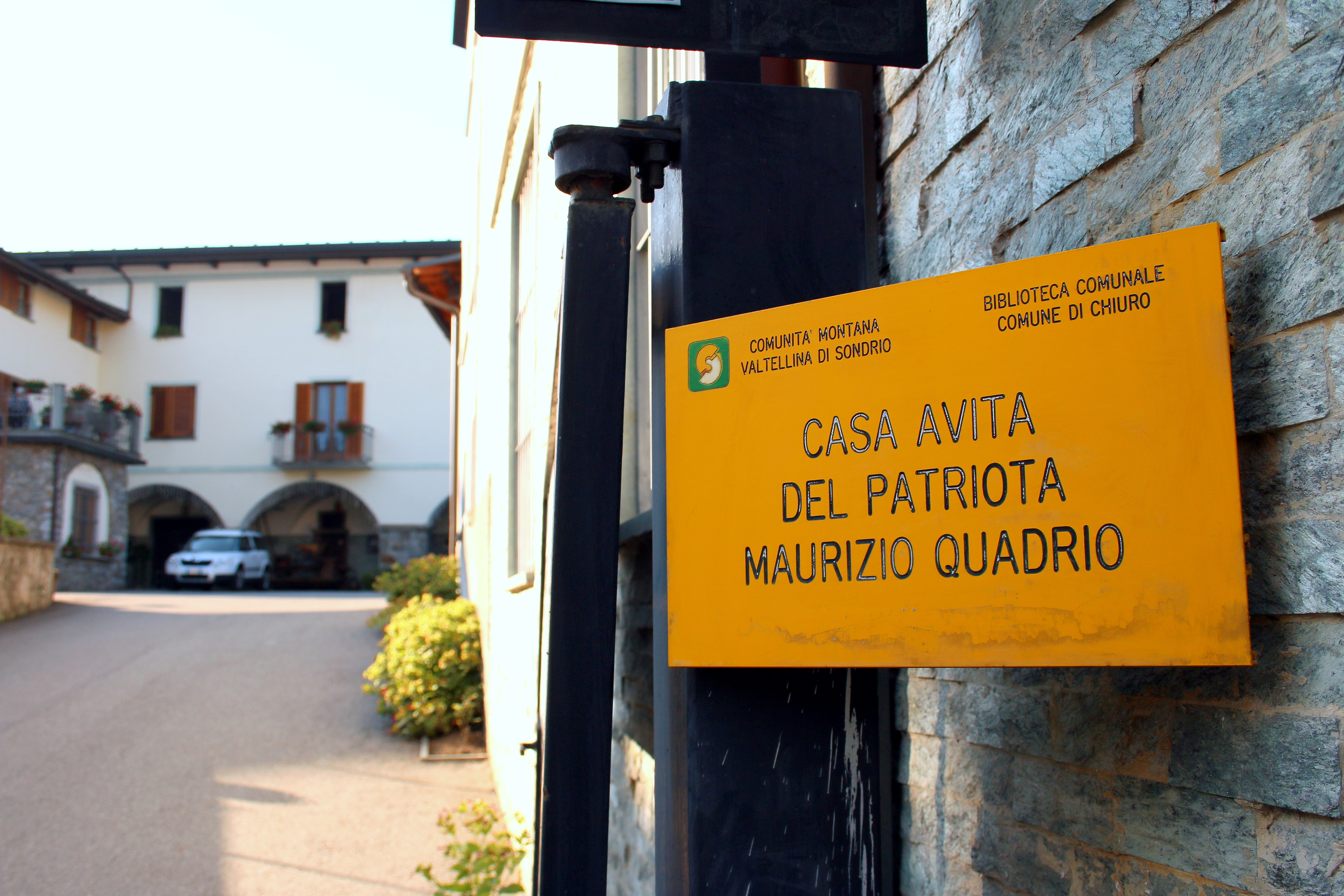
Targa all'ingresso.

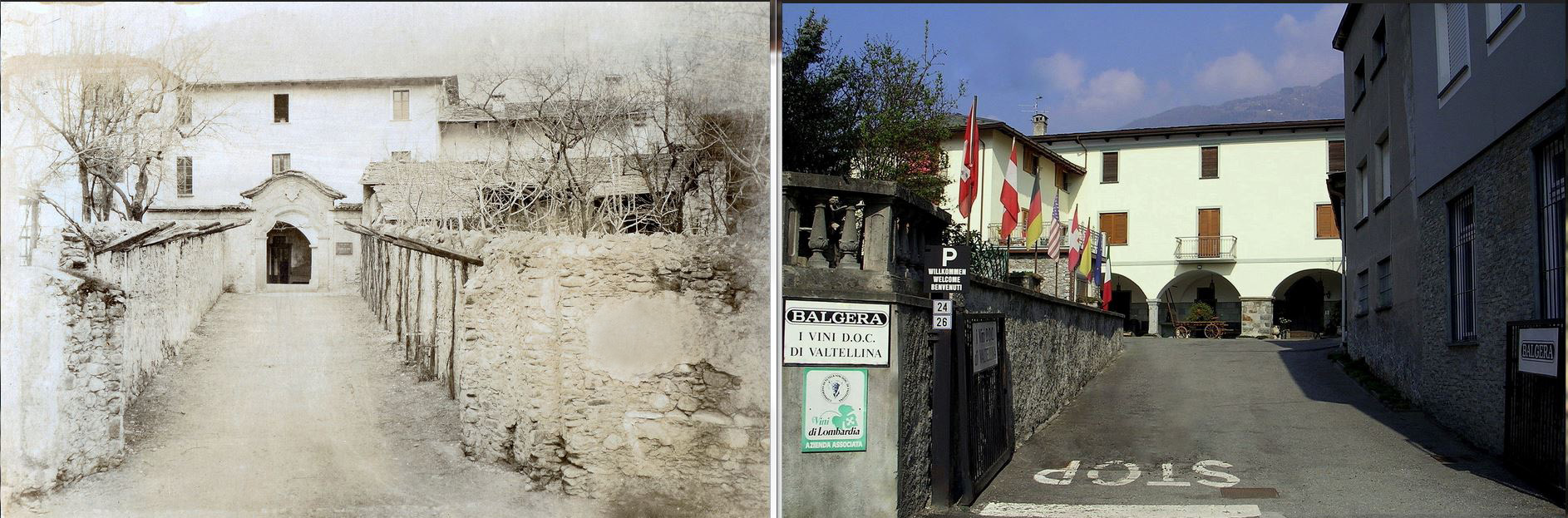
Casa Quadrio: com'era e come è oggi

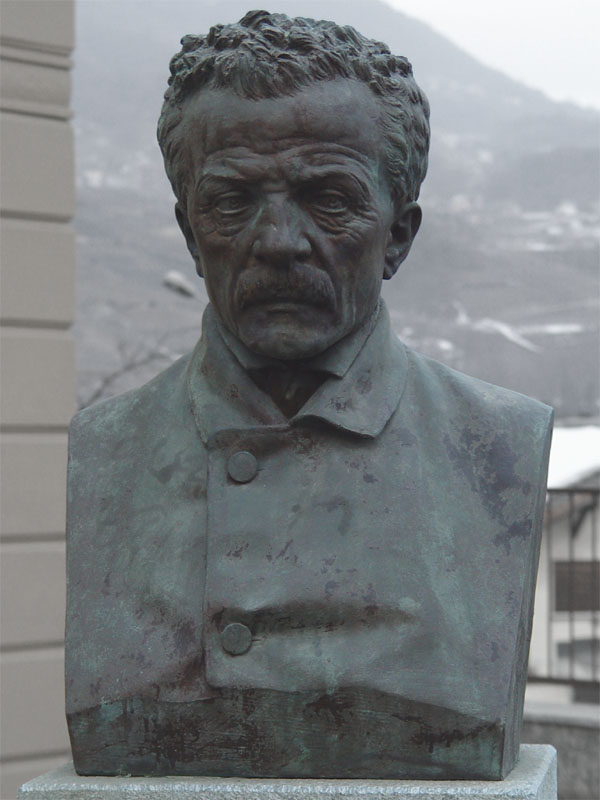
Busto di Maurizio Quadrio a Chiuro

Nasce il 6 settembre 1800 a Chiavenna da Angelica Pestalozzi e Carlo Quadrio, un piccolo possidente e medico locale. I Quadrio erano una famiglia che vantava una lunga e gloriosa storia, annoverando tra i propri avi Stefano Quadrio, condottiero del XV secolo.
Dopo alcuni anni trascorsi a Chiavenna la famiglia, che nel frattempo è cresciuta con altri 5 figli, ritorna al borgo d'origine, Chiuro.
Maurizio Quadrio frequenta l'Università di Pavia ove è allievo di Giandomenico Romagnosi (1761-1835). Durante gli studi ha i primi contatti con l'associazione segreta carbonara de i Federati.
Nel 1820 viene imprigionato per la prima volta per aver manifestato a favore dei moti nel Napoletano.
Il 16 marzo 1821, con altri 84 alunni dell'Università su un totale di 893 iscritti, si arruola nel Battaglione della Minerva e accorre in Piemonte dove nel frattempo erano scoppiati i moti liberali. A seguito del fallimento delle sollevazioni, è costretto all'esilio e si trasferisce a Genova dove incontra il giovane Giuseppe Mazzini. Da Genova passa alla Spagna, poi alla Francia e infine alla Svizzera.
A questo punto, per molti italiani è già un patriota, un eroe non disposto a vivere come suddito della felix Austria.
Torna in Lombardia per poi fuggire nuovamente grazie ad un passaporto falso.
La sua vita avventurosa lo porta quindi ad Odessa in Russia, attuale Ucraina, dove lavora dando lezioni private e come precettore di nobili.
Nel 1830, allo scoppio del moto polacco si unisce ai ribelli per poi riparare di nuovo in Russia sino al 1834. Dopo un breve soggiorno in Svizzera rientra in Italia per consegnarsi agli austriaci. Viene condannato a morte, ma la pena commutata in sei mesi di carcere dalle locali autorità austriache.
Scontata la pena e ancora sotto la sorveglianza austriaca torna a Chiuro, il paese dei suoi avi, dove nel 1836 si rende utile assistendo i colpiti dal colera che infieriva in Valtellina. Nei registri parrocchiali di Chiuro risulta che tra il 1835 e il 1848 tiene a battesimo ben 34 bambini, figli di agricoltori, falegnami, muratori, pellettieri, fabbri e calzolai.
Quando nel marzo 1848 la notizia dello scoppio delle Cinque giornate di Milano giunge in Valtellina, si reca immediatamente a Milano, dove il governo provvisorio lo elegge commissario per la Valtellina.
Terminata questa breve esperienza politica, deve fuggire dal Lombardo-veneto riparando a Lugano, in Svizzera. Qui incontra nuovamente Mazzini e collabora alla preparazione della insurrezione della Val d'Intelvi dell'ottobre 1848.
Nel gennaio del 1849 è in Toscana dove viene nominato segretario del governo provvisorio, quindi a Roma dove è segretario privato del triumvirato (Mazzini, Armellini e Saffi).
Dopo la caduta della Repubblica Romana è a Marsiglia, quindi in Svizzera e infine, aiutato da Mazzini, a Londra.
Dopo aver partecipato al moto livornese del giugno 1857, costretto all'esilio, torna a Londra e da qui a Malta, in previsione di un moto rivoluzionario che dovrebbe scoppiare in Sicilia. È di nuovo in Inghilterra per collaborare e poi divenire direttore del periodico Pensiero ed azione fondato da Mazzini e dedicato alla propaganda repubblicana.
Nel 1859 ritorna in Italia, prima a Genova poi a Milano, divenendo direttore del giornale repubblicano-mazziniano L'unità italiana fino al 1871.
Nel 1872 si trasferisce a Roma, per dirigere il giornale L'emancipazione, altro storico giornale mazziniano.

## Opere
- Maurizio Quadrio, Il libro dei Mille del generale Giuseppe Garibaldi, Milano, Giuseppe Golio, 1879